# Wangou
Wangou (kinesiska: 湾沟镇) är en köping i Kina. Den ligger i provinsen Jilin, i den nordöstra delen av landet, omkring 250 kilometer sydost om provinshuvudstaden Changchun. Antalet invånare är 44508. Befolkningen består av 21 723 kvinnor och 22 785 män. Barn under 15 år utgör 9,0 %, vuxna 15-64 år 75 %, och äldre över 65 år 14,0 %.
Genomsnittlig årsnederbörd är 1 137 millimeter. Den regnigaste månaden är juli, med i genomsnitt 304 mm nederbörd, och den torraste är januari, med 12 mm nederbörd.